# صحراء سمبسون

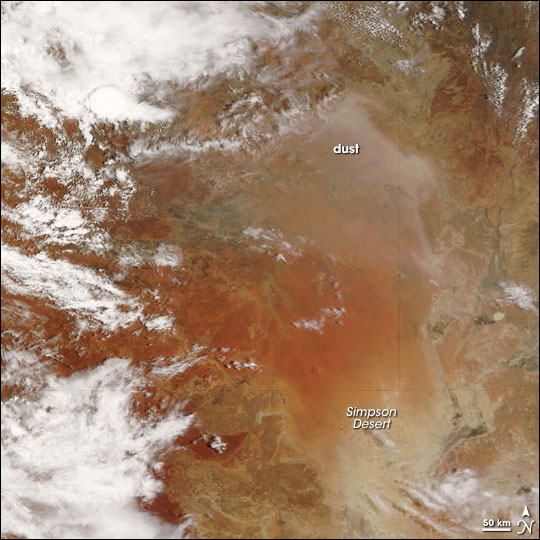
الصحراء

صحراء سيمبسون هي صحراء في أستراليا مساحتها تقارب الـ 200 ألف كيلومتر مربع، تقع الصحراء في قلب القارة بين إقليم شمالي وجنوب أستراليا وولاية أشعة الشمس ويحدها من الغرب نهر فنك لكن أكثرها يقع في جنوب غرب المقاطعة الشمالية ويبلغ معدل هطول الأمطار فيها 400 ملللتر في السنة الواحدة، كما تحفل رمالها بعشبة خاصة ومنتشرة بشكل خاص فيها تدعى سبينفيكس توفر زاد غذائيا للوخفيات والسحالي
1. ↑  مذكور في: قاعدة بيانات المعادن. لغة العمل أو لغة الاسم: الإنجليزية.
2. 1 2  مذكور في: خادم الأسماء الجغرافية (GNS). تاريخ النشر: 11 يونيو 2018. معرف ميزة  GNS: 11847209.